# Riad Hammadou
Riad Hammadou est un ancien joueur professionnel de football algérien évoluant au poste de défenseur, né le 5 décembre 1976 à Alger.

## Carrière en clubs
- 1998-1999 : Lille OSC  France (D2) 17 matchs
- 1999-2000 : Lille OSC  France (D2) 23 matchs
- 2000-2001 : Lille OSC  France (D1) 1 match
- 2000-2001 : AS Beauvais  France (D2) 6 matchs
- 2001-2002 : Lille OSC  France (D1) 4 matchs
- 2002-2003 : PAS Giannina  Grèce

Gravement blessé fin mars 2003 (voir ci-dessous). Riad ne pourra pas côtoyer les terrains d'avril 2003 à janvier 2004.
En janvier 2004, il part se remettre à niveau avec l'US Lesquin dont il a connu l'entraineur, Régis Bogaert, au LOSC

## Carrière internationale
Régulièrement sélectionné en équipe de jeunes, Hammadou avait fait l'objet d'un convocation avec les A. Malheureusement quelques jours avant le match de la sélection Algérienne, le 23 mars 2003, il se blesse gravement au genou (trois ligaments sectionnés, un quatrième, le croisé postérieur partiellement déchiré) lors du match PAS Giannina contre le Panathinaïkos comptant pour la 24e journée. De fait, il n'a pu honorer sa convocation...

## Palmarès
- Champion de Ligue 2 avec le LOSC en 2000